# Ulrich von Regenstein (Abt)
Graf Ulrich von Regenstein (* 1. Mai 1564; † 14. Dezember 1578 in Blankenburg (Harz)) war Abt des Klosters Michaelstein bei Blankenburg (Harz).

## Leben
Er stammte aus dem Geschlecht der Grafen von Regenstein und war der Sohn des regierenden Grafen Ernst I. von Regenstein. Von 1575 bis zu seinem Tod 1578 war er Abt des Klosters Michaelstein.